# كارلوس ناسيمنتو
كارلوس ناسيمنتو (بالبرتغالية: Carlos Nascimento‏) هو لاعب كرة قدم ومدرب كرة قدم برازيلي، ولد في 3 يناير 1904 في ريو دي جانيرو في البرازيل، وتوفي في 1979.